# Pseudoscopelus scutatus
Pseudoscopelus scutatus és una espècie de peix de la família dels quiasmodòntids i de l'ordre dels perciformes.

## Descripció
Fa 5,1 cm de llargària màxima.

## Alimentació
El seu nivell tròfic és de 3.

## Hàbitat i distribució geogràfica
És un peix marí i batipelàgic (fins als 100 m de fondària), el qual viu a l'oceà Atlàntic central i el Japó.

## Observacions
És inofensiu per als humans i el seu índex de vulnerabilitat és baix (10 de 100).